# Vol Pan Am 845/26
Le 26 mars 1955, le Boeing 377 Stratocruiser assurant le vol Pan Am 845/26, un vol commercial américain, est contraint d'amerrir au large des côtes de l'Oregon à cause d'une panne de deux des quatre moteurs. Sur les 23 personnes à bord, 19 survivent à l'accident.

## Histoire
Le Boeing 377 Stratocruiser, appelé Clipper United States, quitte l'aéroport international de Portland, dans l'Oregon pour l'aéroport international d'Honolulu à Hawaï le samedi 26 mars 1955 à 10 h 21. La liaison effectuée relie l'aéroport international de Seattle-Tacoma, dans l'état de Washington, à l'aéroport international Kingsford-Smith de Sidney, en Australie. Deux escales sont prévues, la première à Portland et la deuxième à Honolulu.
Un total de 23 personnes ont pris place à bord de l'appareil, dont 15 passagers. Dans le cockpit se trouvent le commandant de bord Herman S. Joslyn, deux copilotes, Angus Gustavus Hendrick Jr. et Michael F. Kerwick, un mécanicien navigant, Donald Read Fowler, et l'assistant de ce dernier, Stuart Bachman. La cabine se trouve sous la responsabilité de Natalie R. Parker qui est assistée par l'hôtesse de l'air Elizabeth M. Thompson et le steward James D. Peppin.
Dans leur rapport, les enquêteurs du Civil Aeronautics Board (l'ancêtre du NTSB) estiment que l'appareil s'éloigne des côtes nord-américaines et se trouve à une altitude de 10 000 pieds (3 048 mètres) lorsqu'une vibration puissante secoue l'appareil pendant 5 à 8 secondes. Le Pratt & Whitney R-4360 numéro 3, situé sur l'aile droite de l'avion, se détache violemment. Le Stratocruiser pique alors du nez, perdant très rapidement la moitié de son altitude et ce malgré le fait que le capitaine Joslyn ait réduit la puissance des moteurs. Le mécanicien navigant tente alors d'augmenter leur puissance pour stabiliser l'aéronef, mais les systèmes électriques des trois autres moteurs sont endommagés et rendent impossible la manœuvre.
Il est 11h 12 quand l'équipage, incapable de redresser l'appareil, se voit contraint de tenter un amerrissage à près de 56 kilomètres des côtes de l'Oregon. Malgré des conditions optimales pour un amerrissage, l'impact avec la surface de l'eau est violent, plusieurs personnes sont blessées. Toutefois l'évacuation commence immédiatement et les trois radeaux de sauvetage sont mis à l'eau, dont la température était d'environ 8,3°C.
Un F-86F Sabre de la garde nationale aérienne de l'Oregon, piloté par le capitaine W. L. Parks, est dépêché sur place. Le capitaine Parks remarque alors des fusées de détresse qui mènent à deux canots de sauvetage accrochés ensemble. Un Lockheed Constellation, venant du sud, est également dépêché. Après avoir reçu la confirmation de l'envoi de secours, le capitaine Parks fait route vers Portland, le réservoir de son Sabre quasiment vide.
L'avion flotte pendant vingt minutes avant de s'enfoncer à 1 600 mètres de profondeur. Environ deux heures après que l'aéronef a été abandonné, l'USS Bayfield (APA-33), un navire de l'US Navy arrive sur les lieux et secourt les 19 survivants. Il est épaulé par un navire-citerne, le SS Idaho Falls. Quatre personnes sont mortes dans l'accident : deux passagers (John Peterson et David Farrow) ainsi que le copilote Hendrick et le mécanicien navigant Fowler.
L'accident fournit des leçons qui permirent d'éviter des morts lors d'un autre amerrissage, celui du vol Pan Am 6 le 16 octobre 1956.
Le professionnalisme et la bravoure dont fit preuve Natalie R. Parker, pourtant blessée, au moment de l'évacuation de l'appareil furent particulièrement remarqués par la presse et les enquêteurs.